# Resultados do Carnaval de São Paulo em 2016
Nesta página estão apontados os resultados do Carnaval de São Paulo no ano de 2016. 

## Escolas de Samba

### Grupo Especial
Ordem de Desfile
| Sexta-feira (05/02/2016) | Sábado (06/02/2016) |
| 1. Pérola Negra 2. Unidos de Vila Maria 3. Águia de Ouro 4. Rosas de Ouro 5. Nenê de Vila Matilde 6. Gaviões da Fiel 7. Acadêmicos do Tatuapé | 1. Unidos do Peruche 2. Império de Casa Verde 3. Acadêmicos do Tucuruvi 4. Mocidade Alegre 5. Vai-Vai 6. Dragões da Real 7. X-9 Paulistana |

Mapa de Notas
Abaixo o mapa de notas da apuração do Grupo Especial:

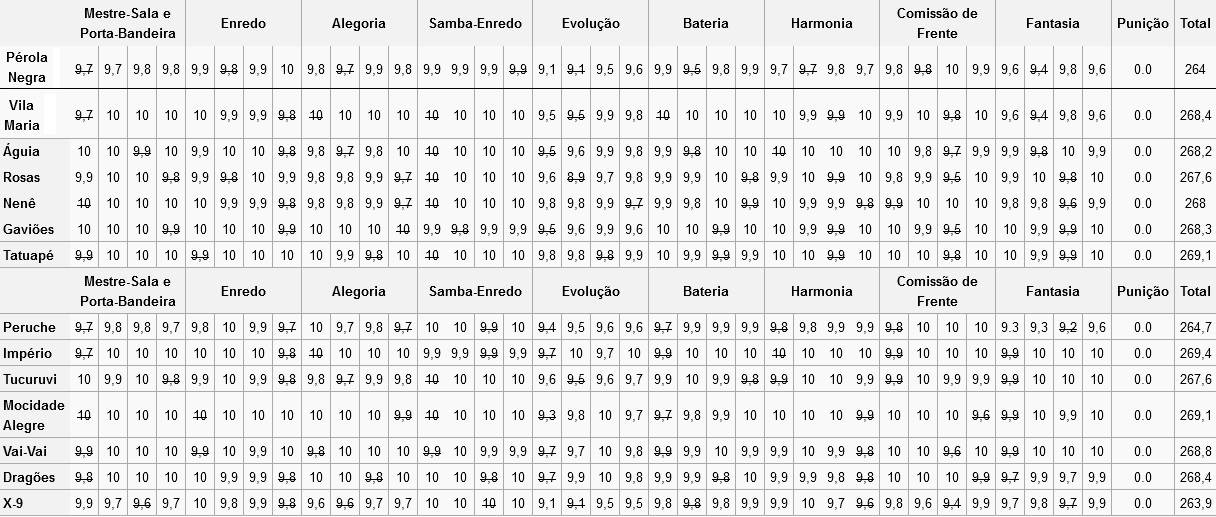
Mapa de apuração

Classificação
| Pos | Escolas de Samba       | Enredo | Pts   | Desempate | Classificação                     |
| --- | ---------------------- | --- | ----- | --------- | --------------------------------- |
| 1   | Império de Casa Verde  | O Império dos Mistérios | 269.4 |           | Campeã do Carnaval de 2016        |
| 2   | Acadêmicos do Tatuapé  | É ela, a deusa da passarela - Olha a Beija-Flor aí gente!                                                                                       | 269.1 | Harmonia  | Desfile das Campeãs de 2016       |
| 3   | Mocidade Alegre        | Ayô - A Alma Ancestral do Samba | 269.1 | Harmonia  | Desfile das Campeãs de 2016       |
| 4   | Vai-Vai                | Je Suis Vai-Vai - Bem-vindos à França | 268.8 |           | Desfile das Campeãs de 2016       |
| 5   | Unidos de Vila Maria   | A Vila Famosa é mais Bela, Ilhabela da Fantasia                                                                                                 | 268.4 | Fantasia  | Desfile das Campeãs de 2016       |
| 6   | Dragões da Real        | Surpresa! Adivinha o que eu trouxe pra você? | 268.4 | Fantasia  |                                   |
| 7   | Gaviões da Fiel        | É Fantástico! Imagine, admire e sinta! | 268.3 |           |                                   |
| 8   | Águia de Ouro          | Ave Maria cheia de faces | 268.2 |           |                                   |
| 9   | Nenê de Vila Matilde   | Nenê apresenta seu musical: Rainha Raia nas Asas do Carnaval                                                                                    | 268.0 |           |                                   |
| 10  | Acadêmicos do Tucuruvi | Celebrando a religiosidade, Tucuruvi canta as festas de fé                                                                                      | 267.6 | Fantasia  |                                   |
| 11  | Rosas de Ouro          | Arte à flor da pele. A minha história vai marcar você                                                                                           | 267.6 | Fantasia  |                                   |
| 12  | Unidos do Peruche      | Ponha um pouco de amor numa cadência e vai ver que ninguém no mundo vence a beleza que tem o samba... 100 anos de samba, minha vida, minha raiz | 264.7 |           |                                   |
| 13  | Pérola Negra           | Do Canindé ao samba no pé. A Vila Madalena nos passos do balé                                                                                   | 264.0 |           | Desce para o Grupo de acesso 2017 |
| 14  | X-9 Paulistana         | Açaí guardiã! Do amor de Iaçá ao esplendor de Belém do Pará                                                                                     | 263.9 |           | Desce para o Grupo de acesso 2017 |

Premiações
| Prêmios 2016                 | Estrela do Carnaval         | Prêmio SRzd               | Troféu Nota 10           |
| ---------------------------- | --------------------------- | ------------------------- | ------------------------ |
| Escola / Desfile             | Império de Casa Verde       | Vai-Vai                   | Império de Casa Verde    |
| Samba-enredo                 | Peruche                     | Tatuapé                   | Peruche                  |
| Enredo                       | Peruche                     | -                         | Mocidade Alegre          |
| Bateria                      | Vila Maria                  | Mocidade Alegre           | Vila Maria               |
| Mestre-sala e Porta-bandeira | Emerson e Karina (Mocidade) | Edgar e Laís (Vila Maria) | Jefferson e Janny (Nenê) |
| Comissão de Frente           | Dragões da Real             | Dragões da Real           | Império de Casa Verde    |
| Intérprete / Ala Musical     | Celsinho Mody (Tatuapé)     | Mocidade Alegre           | Igor Sorriso (Mocidade)  |
| Ala de Baianas               | Império de Casa Verde       | Águia de Ouro             | Águia de Ouro            |
| Evolução                     | -                           | Tatuapé                   | Mocidade Alegre          |
| Harmonia                     | Tatuapé                     | Vai-Vai                   | Mocidade Alegre          |
| Alegorias                    | Império de Casa Verde       | Império de Casa Verde     | Império de Casa Verde    |
| Fantasias                    | Império de Casa Verde       | Império de Casa Verde     | Império de Casa Verde    |

### Grupo de Acesso
Classificação
| Pos | Escolas de Samba      | Enredo | Pts   | Classificação ou rebaixamento   |
| --- | --------------------- | --- | ----- | ------------------------------- |
| 1   | Mancha Verde          | Mato Grosso, Uma Mancha Verde no Coração do Brasil                                                                                     | 269,4 | Sobe para o Grupo Especial 2017 |
| 2   | Tom Maior             | Travessias de Milton Nascimento. Todo artista tem de ir aonde o povo está...                                                           | 268,2 | Sobe para o Grupo Especial 2017 |
| 3   | Independente Tricolor | O que conta no faz de conta? | 267,8 |                                 |
| 4   | Camisa Verde e Branco | Nas águas sagradas de Oxum, Iemanjá e Oxalá, Camisa Verde dá um banho de alegria                                                       | 267,7 |                                 |
| 5   | Imperador do Ipiranga | A Imperador reluz esperança com... Don Quixote De la Mancha                                                                            | 266,4 |                                 |
| 6   | Leandro de Itaquera   | Rainhas de todos nós, mulheres guerreiras! Ê, Baiana... Com suas bênçãos, a Leandro conta sua história e celebra o centenário do samba | 265,2 |                                 |
| 7   | Colorado do Brás      | Transformando a Química Da Vida | 265,0 |                                 |
| 8   | Barroca Zona Sul      | Bakhita | 264,3 | Desce para o Grupo 1-UESP       |
| 9   | Morro da Casa Verde   | Mvemba-a-Nizinga, Dom Afonso I - um Rei Cristão no Império Africano do Congo                                                           | 262,6 | Desce para o Grupo 1-UESP       |

Premiações
| Prêmios 2016                 | Estrela do Carnaval              | Prêmio SRzd           |
| ---------------------------- | -------------------------------- | --------------------- |
| Escola / Desfile             | Camisa Verde e Branco            | Camisa Verde e Branco |
| Samba-enredo                 | Camisa Verde e Branco            | Camisa Verde e Branco |
| Bateria                      | Camisa Verde e Branco            | Camisa Verde e Branco |
| Mestre-sala e Porta-bandeira | Marcelo e Adriana (Mancha Verde) | -                     |
| Comissão de Frente           | Independente Tricolor            | -                     |
| Intérprete / Ala Musical     | Rene Sobral (Tom Maior)          | Mancha Verde          |
| Conjunto Visual              | Mancha Verde                     | -                     |

### Grupo 1-UESP
Classificação
| Pos | Escolas de Samba            | Enredo | Pts   | Classificação ou rebaixamento    |
| --- | --------------------------- | --- | ----- | -------------------------------- |
| 1   | Estrela do Terceiro Milênio | Na alegria e na tristeza, na saúde e na doença amando-te e respeitando-te!                                                      | 259,3 | Sobe para o Grupo de acesso 2017 |
| 2   | Torcida Jovem               | A Torcida Jovem deita e rola, é samba... É show de bola!                                                                        | 258,8 |                                  |
| 3   | Dom Bosco                   | Francisco: De Assis a Roma... eu vim para servir                                                                                | 258,7 |                                  |
| 4   | Prova de Fogo               | Com o movimento que se eternizou... Chacrinha continua balançando a massa. Alô Alô Terezinha...                                 | 258,6 |                                  |
| 5   | Uirapuru da Mooca           | Toda positividade eu desejo a você!                                                                                             | 258,2 |                                  |
| 6   | Tradição Albertinense       | Vim aqui pra te falar, dizer que aprendi... Pois bem cheguei pra brilhar no carnaval, descobrir os sete mares do Leme ao Pontal | 257,6 |                                  |
| 7   | Unidos de Santa Bárbara     | "Minha Terra tem Palmares onde sonham os Quilombolas" - A saga dos Quilombos do Brasil no Ylê de Oyácirãn.                      | 257,5 |                                  |
| 8   | Combinados de Sapopemba     | Sou Quilombola, resistência nos olhos do Brasil. A pastoral da pele escura surgiu!                                              | 257   |                                  |
| 9   | Amizade da Zona Leste       | Os Gigantes da Zona Leste | 256,8 |                                  |
| 10  | Unidos de São Lucas         | Um fantástico circo que sonhei                                                                                                  | 254,9 | Desce para Grupo 2-UESP 2017     |
| 11  | Flor de Vila Dalila         | Royce do Cavaco - Da magia da avenida, aos palcos da vida!                                                                      | 254,4 | Desce para Grupo 2-UESP 2017     |

### Grupo 2-UESP
Classificação
| Pos | Escolas de Samba               | Enredo | Pts   | Classificação ou rebaixamento  |
| --- | ------------------------------ | --- | ----- | ------------------------------ |
| 1   | Mocidade Unida da Mooca        | Carmen Miranda - Made in Brazil | 269,8 | Sobe para o Grupo 1-UESP 2017  |
| 2   | Flor de Lis                    | Água Nossa de Cada Dia | 268,5 | Sobe para o Grupo 1-UESP 2017  |
| 3   | União da Vila Albertina        | De Igarapava a Paris, o Suingue, a Bossa e a Fidelidade da voz que representou o Brasil. União da Vila Albertina canta Jair Rodrigues | 268,4 |                                |
| 4   | Acadêmicos de São Jorge        | O mito a guitarra e o pandeiro...dois filhos da mãe África nos dez anos da São Jorge: o samba e o rock                                | 268,3 |                                |
| 5   | Camisa 12                      | Constante Reconstrução, Reconstruindo pela dor, Lutando por amor...                                                                   | 267,9 |                                |
| 6   | Unidos do Vale Encantado       | O Vale nas terras onde o mar se arrebenta. Oxente! Cabra da Peste venha conhecer neste carnaval. Pernambuco multicultural!            | 267,3 |                                |
| 7   | União Imperial                 | O Vale nas terras onde o mar se arrebenta. Oxente! Cabra da Peste venha conhecer neste carnaval. Pernambuco multicultural!            | 266,9 |                                |
| 8   | Boêmios da Vila                | Sorria! Você está sendo beijado | 266,7 |                                |
| 9   | Império Lapeano                | Um sorriso! um abraço! um aperto de mão! Amizade o combustível pra felicidade                                                         | 266,3 |                                |
| 10  | União Independente da Zona Sul | Qual é a sua tribo? Sou União sou favela                                                                                              | 265,6 |                                |
| 11  | Acadêmicos do Ipiranga         | Nesse palco iluminado, só dá lá-lá!                                                                                                   | 264,3 | Desce para o Grupo 3-UESP 2017 |
| 12  | Unidos de São Miguel           | Sonho de Momo | 263,3 | Desce para o Grupo 3-UESP 2017 |

### Grupo 3-UESP
Classificação
| Pos | Escolas de Samba        | Enredo                                                                                  | Pts   | Classificação ou rebaixamento |
| --- | ----------------------- | --------------------------------------------------------------------------------------- | ----- | ----------------------------- |
| 1   | Brinco da Marquesa      | A Marquesa nos Mistérios e Magias da Floresta                                           | 180,1 | Sobe para o Grupo 2-UESP 2017 |
| 2   | Imperatriz da Sul       | Efeito espelho o poder da inversão e transformação, nem tudo o que parece é!            | 179,6 | Sobe para o Grupo 2-UESP 2017 |
| 3   | Dragões de Vila Alpina  | Dinheiro compra tudo: luxo e prazer... Só não compra o amor que sinto por você          | 179,3 |                               |
| 4   | Iracema Meu Grande Amor | Da África ao Brasil. O Batuque Nosso de Cada Dia                                        | 178,8 |                               |
| 5   | Estação Invernada       | O destino é feito de estações, mas somos nós que determinamos a Invernada de nossa vida | 178,8 |                               |
| 6   | Lavapés                 | Danças Africanas                                                                        | 178,7 |                               |
| 7   | Mocidade Robruense      | Radial Leste: Uma avenida radiante de alegria!                                          | 178,1 |                               |
| 8   | Príncipe Negro          | Tradições nordestinas!!!                                                                | 178   |                               |
| 9   | Imperatriz da Paulicéia | Arco-Íris a festa das cores                                                             | 177,7 |                               |
| 10  | Passo de Ouro           | Universo Mágico colorido - o Arco-íris da felicidade                                    | 177,4 |                               |
| 11  | Unidos de Guaianases    | Do Lê, Lê, Lê ao Lá, lá, lá. Guaianases canta a musicalidade!                           | 176,7 | Desce para Grupo 4-UESP 2017  |
| 12  | Folha Verde             | O Mistério das Folhas, no Fascínio de Ossain... A Verde Essência da Vida!               | 176,7 | Desce para Grupo 4-UESP 2017  |

### Grupo 4-UESP
Classificação
| Pos | Escolas de Samba           | Enredo | Pts   | Classificação ou rebaixamento |
| --- | -------------------------- | --- | ----- | ----------------------------- |
| 1   | Em Cima da Hora Paulistana | Nas Asas da Coruja do Samba Gabi e Vivi... Bailando como o voo das Borboletas... História Viva do Carnaval Paulistano | 178,3 | Sobe para o Grupo 3-UESP 2017 |
| 2   | Primeira da Cidade Líder   | O sol do samba ilumina a mente dessa gente. Evoluir sem destruir                                                      | 178   | Sobe para o Grupo 3-UESP 2017 |
| 3   | TUP                        | O Imaginário do artista suburbano                                                                                     | 177,5 |                               |
| 4   | Estrela Cadente            | Respeitável publico abram-se os portais da magia para o grande picadeiro místico                                      | 177   |                               |
| 5   | Explosão da Zona Norte     | A arte de se disfarçar, uma história das máscaras, qual é a sua?                                                      | 176,6 |                               |
| 6   | Primeira da Aclimação      | Só pra sorte me pegar!                                                                                                | 175   |                               |
| 7   | Portela da Zona Sul        | Sonho, fantasia ou realidade. Afinal nem tudo o que parece é verdade                                                  | 174,9 |                               |
| 8   | Só Vou Se Você For         | Sonhar com o rei dá Leão                                                                                              | 174,5 |                               |
| 9   | Os Bambas                  | Maktub... minha sorte escrita nas estrelas                                                                            | 170,6 |                               |
| 10  | Valença de Perus           | Viagem no castelo assombrado: Halloween                                                                               | 0     |                               |
| 11  | Folha Azul                 | | 0     |                               |

## Blocos

### Blocos Especiais
Classificação
| Pos             | Blocos                              | Pts   | Classificação ou rebaixamento |
| --------------- | ----------------------------------- | ----- | ----------------------------- |
| 1               | Não Empurra que é Pior              | 149,8 | Bloco campeão                 |
| 2               | Inajar de Souza                     | 149,8 |                               |
| 3               | Piqueri                             | 149,6 |                               |
| 4               | Kacike da Vila                      | 149,5 |                               |
| 5               | Unidos do Pé Grande                 | 149,4 |                               |
| 6               | Unidos do Guaraú                    | 149   |                               |
| 7               | Vovó Bolão                          | 149,2 |                               |
| 8               | Unidos da Trindade                  | 148,9 |                               |
| 9               | Mocidade Independente da Zona Leste | 148,8 |                               |
| 10              | Chorões da Tia Gê                   | 148,8 |                               |
| 11              | Garotos da Vila Santa Maria         | 148,8 |                               |
| 12              | Pavilhão 9                          | 148,2 |                               |
| 13              | Caprichosos da Zona Sul             | 147,6 |                               |
| Desclassificado | Mocidade Amazonense                 | 149,9 |                               |